# Нежный возраст (фильм, 2000)
«Нежный возраст» — художественный фильм режиссёра Сергея Соловьёва, снятый им на студии «ТриТэ» в 2000 году.

## Сюжет
История взросления одного человека в условиях новой рыночно-мафиозной общественной жизни, история его любви к дочери друзей его родителей, которая становится известной парижской топ-моделью, взаимоотношения с которой проходят через всю жизнь героя. История основана на реальных судьбах и фактах. В главной роли Ивана снялся сын режиссёра — Дмитрий Соловьёв.
Фильм делится на определённые главы, которые отсылают зрителя к классическим русским произведениям.

## В ролях
| Актёр               | Роль                                                                |
| ------------------- | ------------------------------------------------------------------- |
| Дмитрий Соловьёв    | Иван Громов                                                         |
| Сергей Гармаш       | Семён Семёнович Беспальчиков, трудовик и военрук                    |
| Алексей Дагаев      | Алексей Дагаев                                                      |
| Кирилл Лавров       | дед Ивана, генерал-лейтенант авиации, дважды Герой Советского Союза |
| Людмила Савельева   | бабушка, бывшая летчица полка бомбардировщиков («Ночная ведьма»)    |
| Николай Чиндяйкин   | психоневролог                                                       |
| Андрей Панин        | капитан Окуньков                                                    |
| Елена Камаева       | Лена                                                                |
| Валентин Гафт       | Саледон-старший                                                     |
| Антон Храпов        | Саледон-младший                                                     |
| Ирина Григорьева    | химичка                                                             |
| Ольга Сидорова      | Надежда Су́портова                                                   |
| Андрей Савостьянов  | Вадик Юдин                                                          |
| Иван Берзин         | Серёга Мелкий                                                       |
| Алексей Шмаринов    | отец Лены                                                           |
| Александр Яковлев   | дядя Дагаева, криминальный авторитет                                |
| Александр Кузьмичёв | директор школы                                                      |

## Съёмочная группа
- Сценаристы: Дмитрий Соловьев, Сергей Соловьев
- Режиссёр-постановщик: Сергей Соловьев
- Оператор: Павел Лебешев
- Художник-постановщик: Сергей Иванов
- Композиторы: Энри Лолашвили
- Автор песни: Борис Гребенщиков
- Звукорежиссёр: Вячеслав Ключников
- Дирижёр: Сергей Скрипка
- Солисты: Анна Друбич, Полина Осетинская, Энри Лолашвили (фортепиано); Игорь Бутман (саксофон); Жан Милимеров, Юлия Началова (вокал)
- Продюсеры: Леонид Верещагин, Никита Михалков

## Награды
За свою роль второго плана Сергей Гармаш был удостоен премий «Ника» и «Золотой овен».